# Gouvernement Émile Combes
Troisième République
Pierre Waldeck-Rousseau Maurice Rouvier II
Le gouvernement Émile Combes est le gouvernement de la Troisième République en France du 7 juin 1902 au 18 janvier 1905.
Le cabinet est formé d'une majorité de radicaux et s'appuie sur la majorité du bloc des gauches élue le mois précédent. Cette majorité est diminuée à cause de la division des Républicains modérés. Elle compte 338 députés et 57,4 % de sièges. La majorité se réduira encore après le retrait de socialistes du bloc des gauches en 1904, à la suite de la décision de l'Internationale socialiste de ne plus soutenir de gouvernements bourgeois. Le gouvernement Émile Combes se signale notamment par son anticléricalisme et son action en matière de séparation des Églises et de l'État.

## Composition
| Portefeuille                                                    | Titulaire | Titulaire                                   | Parti |
| --------------------------------------------------------------- | --------- | ------------------------------------------- | ----- |
| Président du Conseil                                            |           | Émile Combes                                | PRRRS |
| Ministres                                                       |           |                                             |       |
| Ministre de l'Intérieur et des Cultes                           |           | Émile Combes                                | PRRRS |
| Ministre de la Justice                                          |           | Ernest Vallé                                | PRRRS |
| Ministre des Affaires étrangères                                |           | Théophile Delcassé                          | RI    |
| Ministre des Finances                                           |           | Maurice Rouvier                             | ARD   |
| Ministre de la Guerre                                           |           | Louis André (jusqu'au 15 novembre 1904)     | SE    |
| Ministre de la Guerre                                           |           | Maurice Berteaux                            | PRRRS |
| Ministre de la Marine                                           |           | Camille Pelletan                            | PRRRS |
| Ministre de l'Instruction publique et des Beaux-Arts            |           | Joseph Chaumié                              | ARD   |
| Ministre des Travaux publics                                    |           | Émile Maruéjouls                            | PRRRS |
| Ministre du Commerce, de l’Industrie, des Postes et Télégraphes |           | Georges Trouillot                           | RI    |
| Ministre de l'Agriculture                                       |           | Léon Mougeot                                | PRRRS |
| Ministre des Colonies                                           |           | Gaston Doumergue                            | PRRRS |
| Sous-secrétaires d’État                                         |           |                                             |       |
| Sous-secrétaire d'État aux Postes et Télégraphes                |           | Alexandre Bérard (à partir du 10 juin 1902) | PRRRS |

## Politique menée

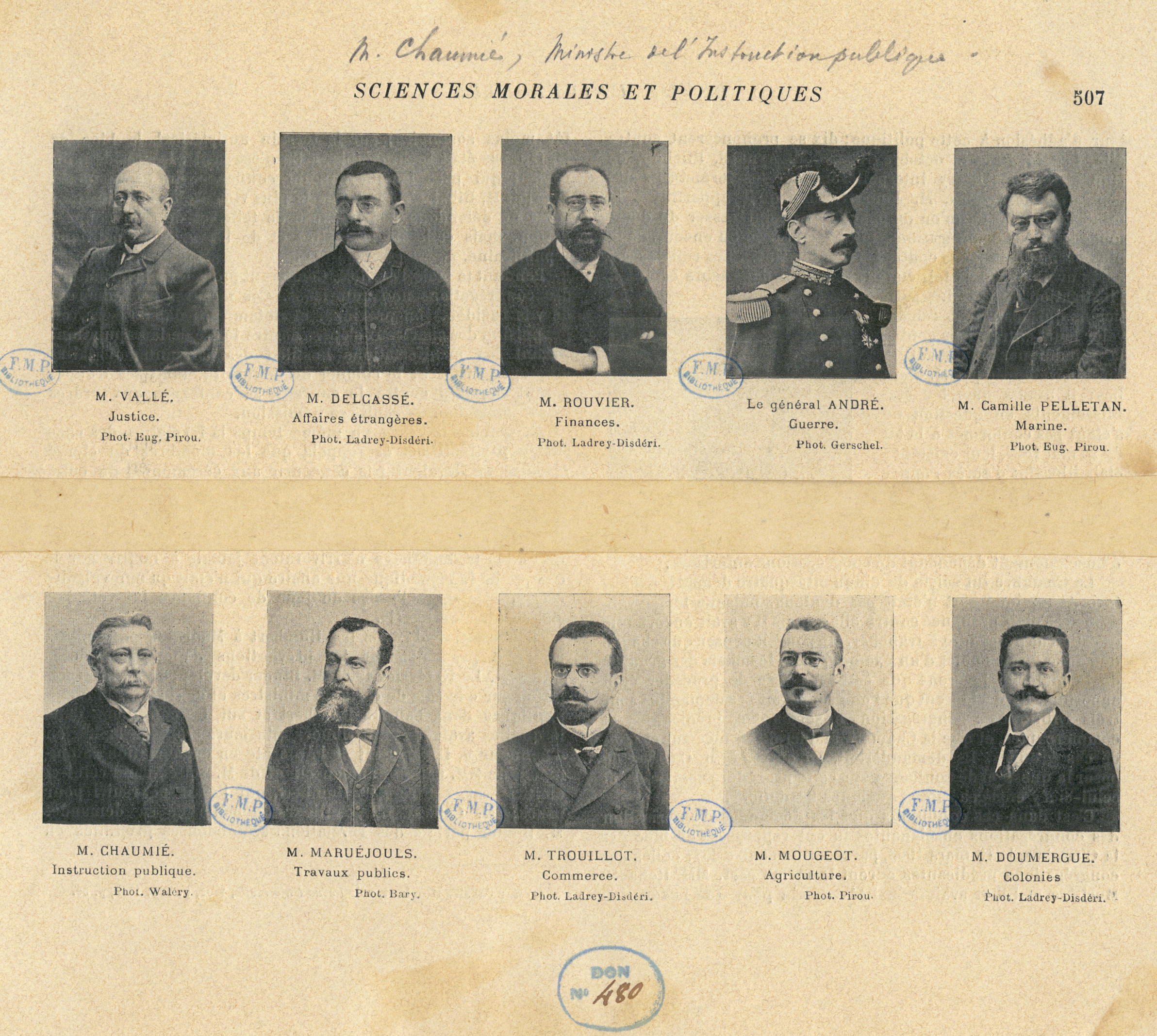

La politique du ministère Combes s'explique par le contexte de l'affaire Dreyfus qui a fortement réactivé l'anticléricalisme et a suscité une méfiance des milieux républicains envers une partie de l'armée.  
Émile Combes applique avec intransigeance les lois de 1901 et 1904 sur le droit des associations et la liberté d'enseignement. Les congrégations religieuses se voient interdites d'enseigner. En mai 1904 les relations diplomatiques avec le Vatican sont rompues, ce qui débouchera, après la démission du cabinet, sur le vote de la loi de séparation des Églises et de l'État du 9 décembre 1905.
À la tête du ministère de la Marine, Camille Pelletan mène une politique Jeune École, privilégiant les petites unités (torpilleurs, sous-marins) aux dépens des navires cuirassés, et une politique démocratique de méfiance envers les amiraux de l'état-major, de soutien aux carrières des officiers d'origines modestes et d'écoute des matelots et des ouvriers des arsenaux. Accusé d'ébranler la discipline et d'être un péril national, il doit accepter la nomination d'une commission d'enquête extra-parlementaire sur la situation de la Marine.
À la tête du ministre de la Guerre, le général André est compromis dans le scandale de l'affaire des fiches (fichage clandestin par des relais maçonniques permettant de faire dépendre l'avancement des officiers en fonction de leurs opinions politiques et religieuses). Le général André est ainsi contraint à la démission en novembre 1904, ce qui contribue à la chute du gouvernement Combes le 18 janvier 1905.

## Postérité du ministère Combes
Le ministère Combes laissera un souvenir très différent et très clivé selon les milieux politiques. Pour la gauche anti-cléricale, il sera l'incarnation d'un gouvernement de combat tenace et courageux. Pour la droite catholique et nationaliste, qui le surnommera le « régime abject », il sera l'incarnation du sectarisme républicain.
Le combisme incarnera jusqu'à la guerre de 1914 la tendance gauche du Parti radical, attaché au maintien du bloc des gauches incarné par la formule « pas d'ennemis à gauche ».

### Sources primaires
- Louis André, Cinq ans de ministère, Paris, Louis Michaud, 1909, 403 p. (lire en ligne).
- Émile Combes (introduction et notes par Maurice Sorre), Mon ministère : mémoires, 1902-1905, Paris, Plon, 1956, XV-292 p. (présentation en ligne).